# فرشته طائرپور
فرشته طائرپور (۱۶ بهمن ۱۳۳۱ – ۲۶ مرداد ۱۴۰۰) تهیه‌کننده، مدیر تولید، مجری طرح و فیلم‌نامه‌نویس و نویسندهٔ داستان کودک ایرانی بود. وی پیش از در گذشت بر اثر بیماری کرونا و عوارض ناشی از آن، مشاور امور مالیاتی خانه سینمای ایران بود.

## زندگی‌نامه
فرشته طائرپور در بهمن ۱۳۳۱ در تهران زاده شد. او دانش‌آموخته کارشناسی ادبیات انگلیسی است. فرشته طائرپور مدتی را به عنوان نویسنده و عضو هیئت تحریریه در مجله زن مشغول به کار شد و در سال‌های بعد ضمن مدیریت مرکز نگارش ویرایش کانون پرورش فکری کودکان و نوجوانان (۱۳۶۱–۱۳۷۰) با گروه‌های کودک و نوجوان شبکه‌های اول و دوم سیما در مقام مشاور و نویسنده همکاری داشت. طائرپور به دنبال فعالیت ادبی در حوزه کودکان و نوجوانان از سال ۱۳۶۶ در زمینه سینمای کودک نیز به کار پرداخت. خانه ادبیات و هنر کودکان و نوجوانان که طائرپور مدیرعامل آن است تاکنون بیش از ده فیلم سینمایی و نزدیک به بیست هزار دقیقه آثار ویدئویی تهیه کرده‌است.
طائرپور در بخش مسابقه جشنواره فیلم فجر نیز نخستین داور زن از مجموعه سینمای ایران محسوب می‌شود. او در این جشنواره دور از شش داور مرد دیگر دیده شد دلیل آن سرماخوردگی وی اعلام شد که در کمال تعجب تماشاگران شاهد روبوسی برندگان زن با وی بودند. طائرپور فردای آن روز در مصاحبه با ایسنا اعلام کرد که به خاطر خط قرمزهای صدا و سیما در نشان دادن وی از داوران دور شده تا آنها درست نشان داده شوند.
طائرپور همچنین نخستین داور جشنواره فیلم‌های کودکان در جشنواره‌های فرانکفورت، قاهره و حیدرآباد بوده‌است. همچنین او نخستین سینماگر ایرانی است که در پنجاه سال گذشته توانسته به عضویت هیئت رئیسه سازمان بین‌المللی فیلم‌سازان کودک وابسته به یونسکو (سیفژ) درآید. فرشته طائرپور از سال ۱۳۷۹ تا ۱۳۸۱ به عنوان نخستین تهیه‌کننده زن، به عنوان رئیس هیئت مدیره خانه سینما که بزرگ‌ترین سندیکای صنفی سینماگران ایرانی است انتخاب شده و مشغول به کار بوده‌است.

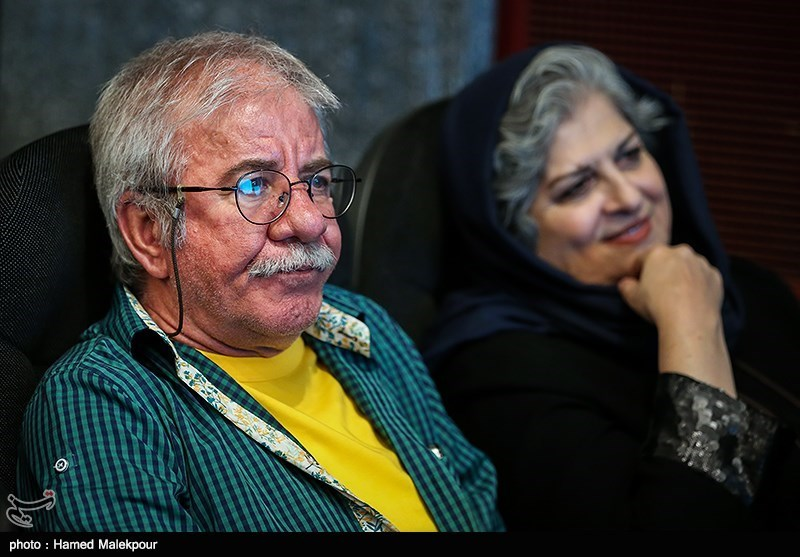
فرشته طائرپور و مسعود کرامتی

## فیلم‌شناسی

### تهیه‌کننده
1. گلنار (۱۳۶۷)
2. پاتال و آرزوهای کوچک (۱۳۶۸)
3. مدرسه پیرمردها (۱۳۷۰)
4. نان و شعر (۱۳۷۲)
5. پسر مریم (۱۳۷۷)
6. یکی بود یکی نبود (۱۳۷۹)
7. وقتی همه خواب بودند (۱۳۸۴)
8. زن دوم (۱۳۸۶)
9. نیلوفر (۱۳۸۷)
10. نخودی (۱۳۸۸)
11. آینه‌های روبرو (۱۳۸۸)
12. سازهای ناکوک (۱۳۹۶)
13. خداحافظ دختر شیرازی (۱۳۹۷)

### مدیر تولید
1. گلنار (۱۳۶۷)
2. پاتال و آرزوهای کوچک (۱۳۶۸)
3. سکوت (۱۳۶۹)
4. مدرسه پیرمردها (۱۳۷۰)
5. نان و شعر (۱۳۷۲)
6. زن دوم (۱۳۸۶)
7. نخودی (۱۳۸۸)

### طراح صحنه
1. سایه‌های هجوم (۱۳۷۱)

### مجری طرح
1. ایلیا، نقاش جوان (۱۳۷۰)
2. سایه‌های هجوم (۱۳۷۱)
3. بابا عزیز (۱۳۸۲)
4. زمستان است (۱۳۸۴)

### نویسنده
1. زن دوم (۱۳۸۶)
2. نخودی (۱۳۸۸)
3. آینه‌های روبرو (۱۳۸۸)

### مشاور فیلمنامه
1. مدرسه پیرمردها (۱۳۷۰)
2. نان و شعر (۱۳۷۲)

## کتاب
- ماجرای احمد و سارا، انتشارات کانون پرورش فکری کودکان و نوجوانان (نویسنده)
- ماجرای احمد و ساعت، انتشارات کانون پرورش فکری کودکان و نوجوانان (نویسنده)
- زن دوم، انتشارات روزنه (نویسنده)
- پینه‌دوز بداخلاق، انتشارات کانون پرورش فکری کودکان و نوجوانان (مترجم)
- آرزوی فیل خاکستری، انتشارات کانون پرورش فکری کودکان و نوجوانان (مترجم)
- ماهی تنها، انتشارات کانون پرورش فکری کودکان و نوجوانان (مترجم)